# Abenakiíta-(Ce)
La abenakiíta-(Ce) es un mineral de la clase de los ciclosilicatos. Fue descubierta en 1991 cerca de Mont-Saint-Hilaire, en el estado de Quebec (Canadá), siendo nombrada así por los Abenaki, la tribu indígena del área donde se descubrió. Un sinónimo es su clave: IMA1991-054.

## Características químicas
Es un silicato de sodio y cerio con aniones adicionales de fosfato, carbonato y sulfato. La estructura molecular es de ciclosilicato con anillos simples de seis tetraedros de sílice, y con la inusual complejidad aniónica descrita.
La presencia de trazas de elementos radiactivos, con impurezas de torio y samario, hace que tenga algo de actividad radiactiva, por lo que debe ser manipulada con los correspondientes protocolos de seguridad.

## Formación y yacimientos
Se encontró embebido como cristales aislados en xenolitos de roca sienita con sodalita.
Suele encontrarse asociado a otros minerales como: politionita, manganneptunita, eudialita o egirina.